# Zabrodzie (rejon kowelski)
Zabrodzie (ukr. Заброди) – wieś na Ukrainie w rejonie kowelskim, w obwodzie wołyńskim, położona nad rzeką Prypeć. Wieś istnieje od 1600 roku. W II Rzeczypospolitej miejscowość wchodziła w skład gminy wiejskiej Górniki w powiecie kowelskim województwa wołyńskiego. Po II wojnie światowej w skład wsi weszła leżąca w jej sąsiedztwie wieś Charki.
Do 2020 w rejonie ratnieńskim.